# Emerich Polák
Prof. MUDr. Emerich Polák, DrSc. (ur. 25 maja 1901 w Pradze, zm. 27 sierpnia 1980 w Pradze) – czeski lekarz i profesor.

## Życiorys
Urodził się 25 maja 1901 w Pradze. Po ukończeniu studiów w 1924 roku rozpoczął pracę w II. Klinice Chirurgii, gdzie pracował pod kierunkiem profesora Rudolfa Jedlički. W 1934 roku uzyskuje stanowisko docenta. Rok później został szefem działu chirurgicznego Szpitala Vinohradskiego, który w tym czasie był małym zaniedbanym miejscem. Tutaj młody docent Polák rozwijał swoje umiejętności i zbudował nowoczesny ośrodek chirurgiczny.
Specjalnością Dr. Poláka była chirurgia klatki piersiowej, operacje tarczycy i urologia. Próbował wprowadzić i kardiochirurgię, ale brakowało mu odpowiedniego sprzętu oraz funduszów. W czasie II wojny światowej ukrywał wiele pacjentów przed zbliżającym się aresztowaniem. Medykom, dla których zostały zamknięte szkoły, pozwalał pracować w swoim dziale.
W 1945 roku został mianowany profesorem nadzwyczajnym i w 1955 roku profesorem zwyczajnym. Pierwszy raz w Czechosłowacji próbował w 1946 roku przeprowadzić operację otwartego przewodu tętniczego ligaturą, ale z powodu krwawienia została zakończona niepowodzeniem.
W 1952 roku została zmieniona nazwa jego miejsca pracy na Klinikę Chirurgii Lekarskiego Wydziału Higienicznego Uniwersytetu Karola w Pradze. W tym czasie jest Polák uważany za chirurga wirtuoza i doskonałego nauczyciela. Ponadto jest autorem licznych monografii.
Czas wolny spędzał tradycyjnie w rodzinnej willi w Hořičkach, bo kochał tutejszy region i jego ludzi. Zmarł 27 sierpnia 1980 w Pradze i zgodnie z jego życzeniem został pochowany w rodzinnym grobowcu w Hořičkach.

## Twórczość
- Extraartikulární osteosynthesa zlomeniny krc̆ku kosti stehenní (1941)
- Chirurgie pro ošetřovatelky (1947)
- Chirurgie pro zdravotní sestry (1956)
- Indikace v pneumochirurgii (1959)
- Chirurgie a ostatní operativní obory pro zdravotní sestry (1960)
- Causae mortis v chirurgii (1961)
- Aktuální otázky terapie hormonální a chirurgické u endokrinních chorob (1962)
- Chirurgie s̆títné z̆lázy (1966, praca zbiorowa)
- Chirurgické prekancerosy (1967, praca zbiorowa)[6]